# Hierochloe tibetica
Hierochloe tibetica är en gräsart som beskrevs av Norman Loftus Bor. Hierochloe tibetica ingår i släktet Hierochloe och familjen gräs. Inga underarter finns listade i Catalogue of Life.